# Sara Felloni
Pour les articles homonymes, voir Felloni.
Sara Felloni, née le 3 octobre 1972, est une coureuse cycliste italienne des années 1990 et 2000. Professionnelle entre 1998 et 2002, elle a notamment remporté la Primavera Rosa en 1999, une des manches de la Coupe du monde. Elle a également représenté son pays lors des mondiaux de 1998 (50e), 2000 (34e) et  2002 (10e).

## Palmarès sur route

### Par années
- 1993
  - 3e du championnat d'Italie sur route
- 1997
  - 2e étape du Tour de Pordenone
- 1998
  - GP de Castenaso
  - 5e étape du Tour de Toscane féminin-Mémorial Michela Fanini
  - 2e du Tour de Piave
  - 5e du Grand Prix Guillaume Tell (Cdm)
- 1999
  - 4e et 6e étapes de la Street-Skills Cycle Classic
  - Primavera Rosa (Cdm)
  - 2e  de la Street-Skills Cycle Classic
  - 7e de la Liberty Classic (Cdm)
- 2000
  - 6e étape du Tour de Toscane féminin-Mémorial Michela Fanini
  - 11e étape du Tour d'Italie
  - 3e du championnat d'Italie sur route
  - 3e du Grand Prix de Cento-Carnevale d'Europa
- 2001
  - Durango-Durango Emakumeen Saria
  - 3e de la Primavera Rosa (Cdm)
  - 4e de la Canberra World Cup (Cdm)
  - 10e de la Hamilton City World Cup (Cdm)
- 2002
  - 10e du championnat du monde sur route

### Résultats sur les grands tours

#### Tour de France
- 2001 : 38e
- 2002 : abandon

#### Tour d'Italie
- 1995 : 45e
- 1996 : 65e
- 1997 : 58e
- 1998 : 18e
- 1999 : 29e
- 2000 : 28e, vainqueur d'une étape
- 2001 : 30e

## Palmarès sur piste
- 1989
  -  Médaillée d'argent du championnat du monde de vitesse juniors

## Récompenses
- Oscar TuttoBici : 1999